# Hausfrauen-Report international
Hausfrauen-Report international ist ein deutscher Erotikfilm des Regisseurs Ernst Hofbauer aus dem Jahr 1973. Er entstand als zeitlich vierter Teil der Filmreihe Hausfrauen-Report. Erstaufführung war am 25. Januar 1973.

## Handlung
In Episoden, die in Budapest, London, New York, Paris, Madrid und München spielen, trösten sich von ihren Ehemännern vernachlässigte Hausfrauen mit dem Nachbarn, dem Psychiater, einem Verwandten, einem Taxifahrer und einem Sportler.

## Kritik
„Auch dies ist nur ein schmalbrüstiger (no pun intended) Episodenfilm“, schreibt Ronald M. Hahn. Das Lexikon des internationalen Films urteilt strenger: „Nicht nur dümmlich und zotig, streckenweise auch infam, wenn die Dummheit auf törichte Weise mit Ausrutschern ins Gesellschaftspolitische und Politische garniert wird.“

## Trivia
Der Film wurde 2008 im vereinfachten Verfahren nach § 23 Abs. 4 JuSchG von der Liste jugendgefährdender Medien ("Index") gestrichen.